# Thomas Joly (cyclisme)
Pour les articles homonymes, voir Jolly.
- Thomas Joly (1748-1820) général de brigade français
- Thomas Jolly (1982-) homme de théâtre français

Thomas Joly (né le 22 novembre 1995) est un coureur cycliste français.

## Biographie

### Débuts et carrière amateur
Dans les catégories de jeunes, Thomas Joly joue au football. C'est finalement à l'âge de 16 ans (seconde année cadets) qu'il décide de commencer le cyclisme, tout d'abord en catégorie UFOLEP et Pass'cyclisme, au club cycliste de Formerie. Il est notamment vainqueur de la 45e édition du Prix Gérard-Barbé en 2014, une épreuve de 3e catégorie.
En 2015, il fait ses débuts parmi les espoirs à l'ESEG Douai-Origine Cycles, dirigé par l’ancien coureur professionnel Laurent Pillon. Débutant la saison en 2e catégorie, il s'impose à deux reprises, ce qui convainc ses dirigeants à le faire monter en 1re catégorie. Il s'y montre rapidement à son avantage, terminant notamment 9e du Grand Prix de Beuvry-la-Forêt. En aout, il livre une prestation remarquée en prenant la onzième place des championnats de France espoirs, sous les couleurs de sa sélection régionale. Lors de la saison 2016, il confirme en réalisant 11 tops 10, dont deux podiums en toutes catégories et une 6e place au Grand Prix de la Saint-Laurent espoirs, épreuve comptant pour la Coupe de France espoirs. Dans le même temps, il obtient son BTS en négociation et relation du client.
En 2017, il est recruté par le CC Nogent-sur-Oise. Après un début d'année gâché par une blessure au genou, il se signale au cours du printemps en obtenant plusieurs accessits, comme une cinquième place au Tour de la Manche. Les mois suivants, il se classe deuxième de Paris-Évreux et huitième de Tour de Côte-d'Or. 
Après un stage concluant, il signe son premier contrat professionnel en fin de saison avec l’équipe continentale française Roubaix Métropole européenne de Lille.

### Carrière professionnelle
Ses débuts chez les professionnels en 2018, initialement prévus au Tour de La Provence, sont finalement repoussés ultérieurement, en raison d'une douleur à un genou. Au mois de juin, il démontre de bonnes attitudes de grimpeur en terminant deuxième du classement de la montagne et dix-huitième du Tour de l'Ain. Moins d'une semaine plus tard, il confirme en prenant la onzième place du Grand Prix de Plumelec-Morbihan. Toujours au printemps, il se classe treizième de la Route d'Occitanie, au milieu de coureurs confirmés. Néanmoins, il n'est pas conservé au sein de la structure nordiste en proie à des problèmes financiers et contrainte de passer de treize à neuf voire dix éléments en 2019 ainsi que de revoir son calendrier afin de limiter ses déplacements. Ainsi, des épreuves telles que la Route d’Occitanie ou le Tour de l’Ain ne seront plus à son calendrier, remplacées par des épreuves en Belgique, n'offrant pas le terrain d’expression idoine pour le grimpeur normand.

## Palmarès et résultats

### Palmarès par année
- 2014
  - Prix Gérard-Barbé
- 2015
  - Tour des 7 communes
  - Grand Prix d'Eu
- 2016
  - 3e du Grand Prix d'Assevent
  - 3e du Grand Prix de Rumilly-en-Cambrésis
- 2017
  - 2e de Paris-Évreux
  - 3e du Grand Prix de Saint-Maximin
- 2019
  - 1re étape du Tour de Saône-et-Loire (contre-la-montre par équipes)
  - 3e du Prix des Grandes-Ventes
- 2021
  - 2e du Grand Prix du Cru Fleurie
  - 3e du Prix des Grandes-Ventes
- 2022
  - Grand Prix d'Allevard

### Classements mondiaux
| Année           | 2017   | 2018   |
| --------------- | ------ | ------ |
| UCI Europe Tour | 1 754e | 1 129e |